# Hindmarsh Shire
Hindmarsh Shire is een Local Government Area (LGA) in Australië in de staat Victoria. Hindmarsh Shire telt 6316 inwoners. De hoofdplaats is Nhill.

## Plaatsen
- Antwerp
- Dimboola
- Nhill
- Jeparit
- Rainbow
- Netherby
- Tarranyurk